# Novaquesta trifurcata
Novaquesta trifurcata är en ringmaskart som beskrevs av Edward Hobson 1970. Novaquesta trifurcata ingår i släktet Novaquesta och familjen Questidae. Inga underarter finns listade i Catalogue of Life.